# Modulació per divisió de freqüència

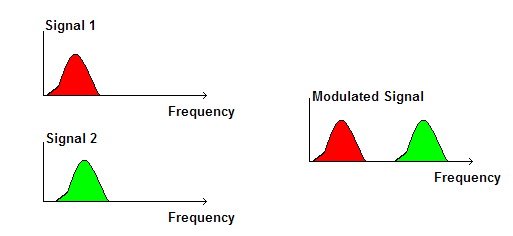
Multiplexació per divisió de freqüència.

En telecomunicacions, la multiplexació o modulació per divisió de freqüència (FDM) és una tècnica mitjançant la qual l'amplada de banda total disponible en un mitjà de comunicació es divideix en una sèrie de bandes de freqüència no solapades, cadascuna de les quals s'utilitza per transportar un senyal independent. Això permet que un sol mitjà de transmissió, com ara un enllaç de ràdio de microones, cable o fibra òptica, sigui compartit per múltiples senyals independents. Un altre ús és portar en paral·lel bits en sèrie o segments separats d'un senyal de velocitat més alta.

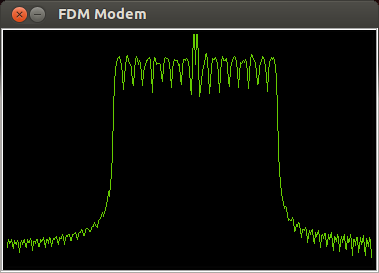
La banda de pas d'un canal FDM que transporta dades digitals, modulada per la codificació de canvi de fase en quadratura QPSK.

L'exemple més comú de multiplexació per divisió de freqüència és la difusió de ràdio i televisió, en què diversos senyals de ràdio a diferents freqüències passen per l'aire al mateix temps. Un altre exemple és la televisió per cable, en què molts canals de televisió es transmeten simultàniament en un sol cable. FDM també és utilitzat pels sistemes telefònics per transmetre múltiples trucades telefòniques a través de línies troncals d'alta capacitat, satèl·lits de comunicacions per transmetre múltiples canals de dades en feixos de ràdio d'enllaç ascendent i descendent i mòdems DSL de banda ampla per transmetre grans quantitats de dades d'ordinador a través de línies telefòniques de parells trenats, entre molts altres usos.
Una tècnica anàloga anomenada multiplexació per divisió de longitud d'ona s'utilitza en la comunicació de fibra òptica, en la qual es transmeten múltiples canals de dades a través d'una sola fibra òptica utilitzant diferents longituds d'ona (freqüències).

## Principi
Els múltiples senyals d'informació (modulació) separats que s'envien a través d'un sistema FDM, com ara els senyals de vídeo dels canals de televisió que s'envien a través d'un sistema de televisió per cable, s'anomenen senyals de banda base. A l'extrem de la font, per a cada canal de freqüència, un oscil·lador electrònic genera un senyal portador, una forma d'ona oscil·lant constant a una freqüència única que serveix per "transmetre" la informació. La portadora és molt més alta en freqüència que el senyal de banda base. El senyal portador i el senyal de banda base es combinen en un circuit modulador. El modulador altera algun aspecte del senyal de la portadora, com ara la seva amplitud, freqüència o fase, amb el senyal de banda base, "transposant" les dades a la portadora.
El resultat de la modulació (mescla) de la portadora amb el senyal de banda base és generar subfreqüències properes a la freqüència de la portadora, a la suma (f C + f B) i la diferència (f C − f B) de les freqüències. La informació del senyal modulat es transporta en bandes laterals a cada costat de la freqüència portadora. Per tant, tota la informació que transporta el canal es troba en una banda estreta de freqüències agrupades al voltant de la freqüència portadora, això s'anomena banda de pas del canal.
De la mateixa manera, s'utilitzen senyals de banda base addicionals per modular portadors a altres freqüències, creant altres canals d'informació. Els portadors estan prou separats en freqüència perquè la banda de freqüències ocupada per cada canal, les bandes de pas dels canals separats, no es superposen. Tots els canals s'envien a través del mitjà de transmissió, com ara un cable coaxial, fibra òptica, o per l'aire mitjançant un transmissor de ràdio. Sempre que les freqüències dels canals estiguin prou espaiades per tal que cap de les bandes de pas se superposi, els canals separats no interferiran entre ells. Així, l'amplada de banda disponible es divideix en "ranures" o canals, cadascun dels quals pot portar un senyal modulat independent.
Per exemple, el cable coaxial utilitzat pels sistemes de televisió per cable té una amplada de banda d'uns 1000 MHz, però la banda de pas de cada canal de televisió és només de 6 MHz d'ample, de manera que hi ha espai per a molts canals al cable (en els sistemes moderns de cable digital cada canal al seu torn es subdivideix en subcanals i pot transportar fins a 10 canals de televisió digital).